# Sartowice
Sartowice (en allemand Sartowitz) est un village polonais situé dans la voïvodie de Cujavie-Poméranie (Powiat de Świecie, gmina de Świecie). Le village compte 400 habitants.
De 1975 à 1998, Sartowice se trouvait dans la Voïvodie de Bydgoszcz.

## Situation géographique
Les coordonnées géographiques de Sartowice sont53° 26′ N, 18° 34′ E. Le village se trouve sur la Vistule, à 8 km de Świecie.

## Histoire
Au Moyen Âge, Sartowice était une place forte poméranienne qui fut perdue par Świętopełk II le 4 décembre 1242 lors de la guerre contre les Teutoniques. 
En 1936, c’est de la terre du fort de Świętopełk II qui est amenée à Cracovie pour construire le tertre en l’honneur de Józef Piłsudski.

## À voir
Le palais et son parc – Le palais a été construit en 1770 par Ernest Sartovius de Schwanefeld, dans un style classique. Les jardins du palais sont renommés pour la richesse de leur flore. Le parc abrite la chapelle de Sainte Barbara, dotée de deux cloches (1651 et 1707). On peut y admirer des anciens objets religieux. Selon la légende, une relique, la tête de sainte Barbara, aurait été emportée par les Teutoniques lorsque ceux-ci se sont emparés du village en décembre 1242. 